# جکیه
جکیه (به لهستانی:  Dzikie) یک روستا در لهستان است که در گمینا خوروشچ واقع شده‌است. جکیه ۱۶۰ نفر جمعیت دارد.